# Schliengen
Schliengen település Németországban, azon belül Baden-Württembergben. Lakosainak száma 6289 fő (2023. december 31.).

## Népesség
A település népessége az elmúlt években az alábbi módon változott:
| Lakosok száma | 3428 | 3555 | 3725 | 3703 | 3902 | 4440 | 4906 | 5297 | 5386 | 6289 |
|               | 1961 | 1967 | 1974 | 1980 | 1987 | 1993 | 2000 | 2006 | 2013 | 2023 |